# 헤덴스테드시

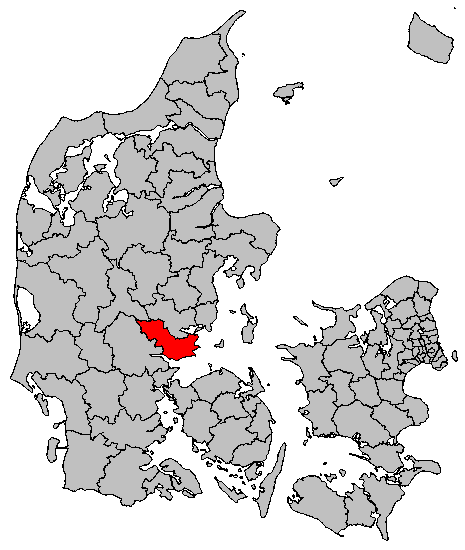
헤덴스테드 시의 위치

헤덴스테드시(덴마크어: Hedensted Kommune)는 덴마크 중앙윌란 지역에 위치한 지방 자치체로 행정 중심지는 헤덴스테드이며 면적은 551.36km2, 인구는 45,788명(2014년 4월 1일 기준)이다. 윌란반도 동부 연안에 위치한다.